# Ингири (станция)
И́нгири — железнодорожная станция в Зугдидском муниципалитете Грузии. В 1954 году пути станции были электрифицированы.
Расположена на линии Самтредиа — Джвари Чеономорского хода. До разрушения железнодорожного моста на границе с Абхазией (перегон Ингири — Гали) станция являлась узловой станцией: от Ингири также осуществлялось движение до станции Очамчира.
По состоянию на 2011 год на станции останавливаются пассажирские поезда дальнего следования, идущие по маршруту Тбилиси — Зугдиди и электропоезда Кутаиси — Зугдиди.
Станция служит промежуточной остановкой для грузовых поездов, следующих в Зугдиди и обратно.

## Террористические акты на станции Ингири
В ночь с 13 на 14 августа 1992 года вблизи станции Ингири либо «звиадистами», либо российскими сапёрами (вопрос авторства этого происшествия до сих пор открыт) был взорван железнодорожный мост через пограничную реку Ингури, угроза также возникла для автомобильного Ингурского моста, последней дорожной нити, связывающей черноморское побережье (Сухуми) с Тбилиси. В связи с этим, утром 14 августа грузинские вооруженные формирования под командованием Тенгиза Китовани взяли под охрану переправы через Ингури и вступили на территорию Абхазии.
Летом и осенью 2009 года в Самегрело-Земо Сванети участились случаи диверсий на железной дороге. 2 июня 2009 года на станции Ингири произошел взрыв. В результате около 6 метров железнодорожного полотна пришло в негодность и участок был обесточен. Машинист дневного поезда Тбилиси — Зугдиди был вовремя оповещен и остановил поезд на станции Хоби, откуда пассажиров отвезли до Зугдиди автобусами. На место диверсии выехал генеральный директор Грузинской железной дороги Ираклий Эзугбая, который сообщил журналистам, что это была очевидная диверсия, целью которой было вызвать как можно больше жертв. Эксперты МВД Грузии пришли к выводу, что взрывное устройство было начинено гексогеном и тротилом. Взрыв был такой силы, что выбило стекла в домах, которые находились в нескольких десятках метров от места происшествия.
6 сентября 2009 года на перегоне Ингири — Зугдиди опять прогремел взрыв. На этот раз бомба взорвалась, когда над заминированным участком проходил дневной поезд Тбилиси — Зугдиди. Были легко ранены машинист и помощник машиниста. Также пришло в негодность несколько метров железнодорожного полотна. Пассажиры поезда были доставлены в Зугдиди автобусами. На место происшествия прибыли саперы, врачи и представители МВД Грузии, которые допросили локомотивную бригаду. По словами помощника машиниста Нугзара Куции, поезд отъехал около полутора километров от станции Ингири, а затем под первой колесной парой произошел взрыв, который выбил стекла в кабине электровоза, повредил пульт управления и экипажную часть. После обследования места взрыва саперами было начато восстановление путей и уже на следующий день поезда начали ходить в обычном режиме.